# Черноконево
Черноконево или Черноконьово е квартал на Димитровград, бивше село.
Старото име на квартала е „Караатли“ (от турските думи kara - черен и at - кон).
Кварталът има дълга история. По време на Априлското въстание турските башибозуци правят огромни зверства в селото и затова Черноконево е наречено Малкият Батак. На 2 септември 1947 г. е сред 3-те села, съединени за създаването на Димитровград.
Черничево, най-старото от тях, е било на мястото на днешния Циментов завод. Унищожено е към средата на века. Част от жителите му създават новото селище Караатли. Малкото селце Ченталий е било разположено на десния бряг на река Марица. Жителите му са аргати в съседния турски чифлик.
По-късно българите се преселват в новосъздаденото село Караатли (днешен кв. Черноконево). Според преданието то носи името на първия българин, заселил се на това място, който яздел черен кон – от турски „кара ат“.
Много хора от други части на града идват в квартала, основно по работа. Постоянното му население е предимно възрастно, а по-младите живеят в централната част.